# Der Geizige, der seinen Schatz verlor

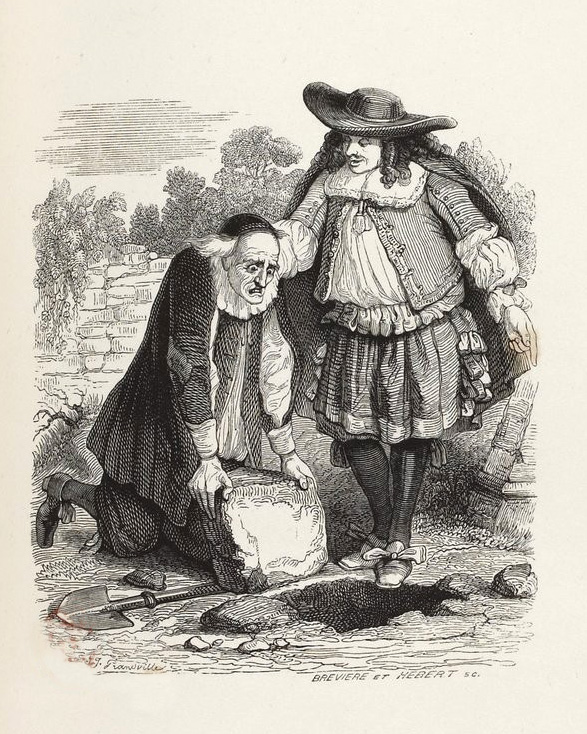
L’Avare qui a perdu son trésor (Grandville)

Der Geizige, der seinen Schatz verlor (französisch: L’Avare qui a perdu son trésor) ist die 20. Fabel im vierten Buch der Fabelsammlung des französischen Dichters Jean de La Fontaine. Die Grundlage bildet die Fabel „Der Geizhals“ des Äsop, wie der Dichter in der Einleitung erwähnt. Auch im biblischen Gleichnis von den anvertrauten Talenten findet sich das Motiv eines versteckten und dadurch letztlich wertlosen Schatzes.
Ein geiziger Mann vergrub aus Angst vor Diebstahl seinen Goldschatz auf einem Acker. Ein Totengräber beobachtete, wie der Geizige diesen Platz oft besuchte, und grub daraufhin an der Stelle, fand und hob den Schatz. Als der Bestohlene den Verlust bemerkte, weinte und klagte er laut. Ein vorbeigehender Wanderer hörte sein Jammern und fragte nach dem Grund. Er wunderte sich darüber, dass der Geizige das Gold fern von zu Hause aufbewahrt hatte, statt es in seiner Nähe zu haben und sich von Zeit zu Zeit daran zu bedienen. Als der Geizige ihm erzählte, dass er den Schatz nie angerührt habe, entgegnete der Wanderer: „So legt ’nen Stein an seine Stelle, der hat für Euch denselben Wert!“

## Moral
Die äsopsche Moral besagt, dass ein Schatz wertlos ist, wenn man keinen Gebrauch davon macht. La Fontaine fügt hinzu: „Das Gold besaß nicht er, nein, ihn besaß das Gold“ (französisch: Ne possedait pas l’or, mais l’or le possedait).
Das Vergraben des Schatzes verhinderte nicht den Diebstahl. Der Geizhals hatte die Katastrophe durch seine eigene Torheit selbst herbeigeführt, weil er täglich hinging, um einen Blick auf seinen Schatz zu werfen.

## Erzähltechnik
La Fontaine verwendete in seinen Fabeln vielfach Begriffe, die unterschiedlich ausgelegt werden konnten – in dieser Fabel zum Beispiel possedait (besitzen) und l’or (Gold) – die er sogar innerhalb derselben Verszeile verwendete. Der Satz Ne possedait pas l’or, mais l’or le possedait ist ähnlich wie ein Palindrom konstruiert. Die symmetrische Form kann zu der ersten Annahme verleiten, dass das Gold zum Leben erwacht sei und die Kontrolle übernommen habe. Aber man erkennt schnell, dass sich das erste possedait auf physisches Eigentum bezieht, das zweite auf Besessenheit. Aufgrund dieses Unterschieds haben die beiden Erwähnungen von l’or ebenfalls unterschiedliche Bedeutungen. Das erste l’or ist echtes Gold, während das zweite immateriell ist, und für Reichtum steht. Der flüchtige Gedanke an lebendes Gold vermittelt den Eindruck von Verrücktheit, der die Sicht auf die Besessenheit des Geizhalses beeinflusst.